# FIBA
|  | For det tidligere amatørbokseforbund FIBA - Fédération Internationale de Boxe Amateur, se International Boxing Association |
Fédération International de Basketball Association forkortet og oftest nævnt som FIBA, er basketballforbundenes verdensorgansation og kaldes på engelsk også The International Basketball Federation. FIBA blev stiftet den 18. juni 1932 i Geneve, Schweiz, hvor forbundet fik hovedkvarter. Efter flytninger til Bern i 1940 og til München i 1956 kom FIBA tilbage til Geneve i 2002.
Oprindeligt stod A'et i FIBA for Amateur (dvs. amatør-basketball), men da FIBA i 1989 åbnede sine mesterskaber og OL for professionelle spillere, blev Amateur strøget fra det fulde navn. A'et kunne dog blive stående som det andet bogstav i basketball.

## Historie
Basketball blev i 1930 anerkendt som olympisk sportsgren af Den Internationale Olympiske Komite (IOC). På det tidspunkt var sportsgrenen i international sammenhæng organiseret sammen med håndbold i IAHF (International Amateur Handball Federation), som blev stiftet i 1928, men i 1932 blev FIBA stiftet af repræsentanter for otte lande: Argentina, Tjekkoslovakiet, Grækenland, Italien, Letland, Rumænien og Schweitz. I 1935 blev forbundet anerkendt af IOC og i 1936 var sporten for første gang på det officielle program ved Sommer-OL.
I forbindelse med Sommer-OL 1948 i London afholdt FIBA en kongres, hvor det blev besluttet at indføre et verdensmesterskab også kaldet FIBA World Championship for at undgå forvekslinger, idet mestrene i den professionelle amerikanske NBA-liga også især tidligere er blevet kaldt "World Champions". Mesterskaberne afholdes hvert fjerde år, og ligger nu fast placeret midt imellem to Sommer-OL.
I 1989 valgte man at stryge amatør-begrebet, både af navn og af gavn, således at det fulde navn blev forkortet til Federation International de Basketball. Det betød også, at professionelle basketballspillere fik mulighed for at deltage ved både OL og VM.

## Organisation
FIBA er opdelt i regioner:
- FIBA Europe, som bl.a. organiserer EM i basketball og som samarbejder med organisationen for de professionelle basketballligaer i Europa, ULEB, om den stærkeste europæiske turnering for klubhold, Euroleague.
- FIBA Africa.
- FIBA Americas, som dækker både Nord- og Sydamerika.
- FIBA Asia.
- FIBA Oceania.